# Красноярка (Крым)
Красноярка (также Красноярск; укр. Красноярка, крымскотат. Krasnoyarka, Красноярка) — исчезнувшее село в Джанкойском районе Республики Крым, располагавшееся в центральной части района, в степном Крыму, примерно в 1 километре южнее села Островское, у железнодорожной платформы 1367 км.

## История
Первое документальное упоминание селения встречается в Списку населённых пунктов Крымской АССР по Всесоюзной переписи 17 декабря 1926 года, согласно которому в селе Красноярск Медведевского сельсовета Джанкойского района числилось 17 дворов, из них 15 крестьянских, население составляло 63 человека, из них 55 русских, 7 украинцев, 1 немец.
В 1944 году, после освобождения Крыма от фашистов, 12 августа 1944 года было принято постановление № ГОКО-6372с «О переселении колхозников в районы Крыма» и в сентябре 1944 года в район приехали первые новоселы (27 семей) из Каменец-Подольской и Киевской областей, а в начале 1950-х годов последовала вторая волна переселенцев из различных областей Украины. С 25 июня 1946 года Красноярка в составе Крымской области РСФСР. 26 апреля 1954 года Крымская область была передана из состава РСФСР в состав УССР. Упразднено до 1960 года, поскольку в «Справочнике административно-территориального деления Крымской области на 15 июня 1960 года» селение уже не значилось (согласно справочнику «Крымская область. Административно-территориальное деление на 1 января 1968 года» — с 1954 по 1968 годы, как село Медведевского сельсовета).